# NGC 3078
NGC 3078 este o galaxie eliptică situată în constelația Hidra. A fost descoperită în 1784 de către William Herschel. Se află la o distanță de 35,97 de megaparseci de Pământ.